# Pallavolo alla XXV Universiade
I tornei di pallavolo alla XXV Universiade si sono giocati durante la XXV edizione dell'Universiade, che si è svolta a Belgrado, in Serbia, nel 2009: in questa edizione si è svolto sia il torneo maschile che quello femminile e la vittoria finale è andata alla Russia e alla Italia.